# 中国国民党第六次全国代表大会 (汪精卫国民政府)
中国国民党第六次全国代表大会于1939年8月28日至30日在上海极司菲尔路76号秘密召开。汪精卫担任大会临时主席，作了有关时局的政治报告。大会通过《整理党务决议案》及两件临时动议，决定重庆国民政府的所有一切决议及命令完全无效，并推选汪精卫为中央执行委员会主席。大会根据“和平反共建国”宗旨，通过了《修订中国国民党政纲案》、《决定以反共的基本国策案》、《根本调整中、日关系并尽速恢复邦交案》、《关于授权中央政治委员会案》、《关于尽速召集国民大会实施宪政案》等提案，并发表《中国国民党第六次全国代表大会宣言》。